# Cavan (Francia)
Cavan (in lingua bretone: Kawan) è un comune francese di 1 528 abitanti situato nel dipartimento delle Côtes-d'Armor nella regione della Bretagna.

## Storia

### Simboli
Lo stemma del comune è tratto da quello della signoria di Cavan: d'oro, alle tre merle di nero. È un'arma parlante poiché la parola bretone kawan/kaouan che significa "civetta", è una delle possibili etimologie del nome del comune.

## Società

### Evoluzione demografica
Abitanti censiti